# Bridgestone Arena
El Bridgestone Arena (originalmente Nashville Arena y anteriormente Gaylord Entertainment Center y Sommet Center) es un complejo deportivo de multiuso, con una capacidad máxima de 19 395 espectadores. Está localizado en Nashville, Tennessee, y fue inaugurado el 18 de diciembre de 1996.

## Propiedad y uso
Designado por Populous (anteriormente HOK Sport) en conjunción con la ingeniería en arquitectura de Nashville denominada como Hart Freeland Roberts, Inc., fueron designados para diseñar y construir la arena en la esquina de Broadway y la 5th Avenue en Nashville, en homenaje al histórico auditorio de física Ryman Auditorium, sede original de los Grand Ole Opry.
El Bridgestone Arena es propiedad de la Autoridad Deportiva de Nashville y el Condado de Davidson, siendo operada por Powers Management Company, una subsidiaria de la franquicia de Nashville Predators de la National Hockey League, quienes tuvieron su primer encuentro en 1998. The Predators fueron anfitriones del NHL Entry Draft en 2003.

## Capacidad
El Bridgestone Arena tiene una capacidad de asientos de 17 113 para eventos de hockey sobre hielo, 19.395 para baloncesto, 10 000 para conciertos a media luna, 18 500 para conciertos desde el escenario final y 20 000 para conciertos desde el escenario central, dependiendo todo de la configuración usada. También se presentas eventos de lucha libre profesional y de Boxeo desde su apertura.